# Leistungsabzeichen für Kinder und Jugendliche in der DDR

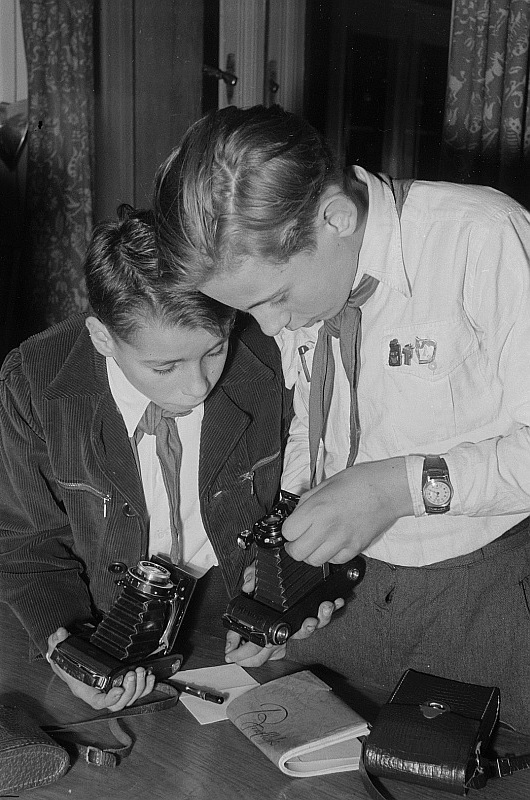
Pionier mit 3 angesteckten Abzeichen (Abzeichen „Für gute Arbeit in der Schule“, Emblem der Pionierorganisation Ernst Thälmann, Abzeichen „Junger Tourist“)

In der Deutschen Demokratischen Republik (DDR) gab es eine Reihe von Leistungsabzeichen für Kinder und Jugendliche, die als Anerkennung für besondere Leistungen in verschiedenen Bereichen verliehen wurden. Sie waren in ihrer Gestaltung schlicht sowie deutlich kleiner und einfacher als die meisten Orden und Ehrenzeichen für Erwachsene. Während die Voraussetzungen für die Verleihung der für schulische und gesellschaftliche Aktivitäten vorgesehenen Abzeichen in unterschiedlichem Ausmaß ideologisch durch das sozialistische Staatswesen in der DDR geprägt waren, betraf dies die für außerschulische Aktivitäten vergebenen Abzeichen in geringerem Umfang.

## Abzeichen für schulische und gesellschaftliche Aktivitäten

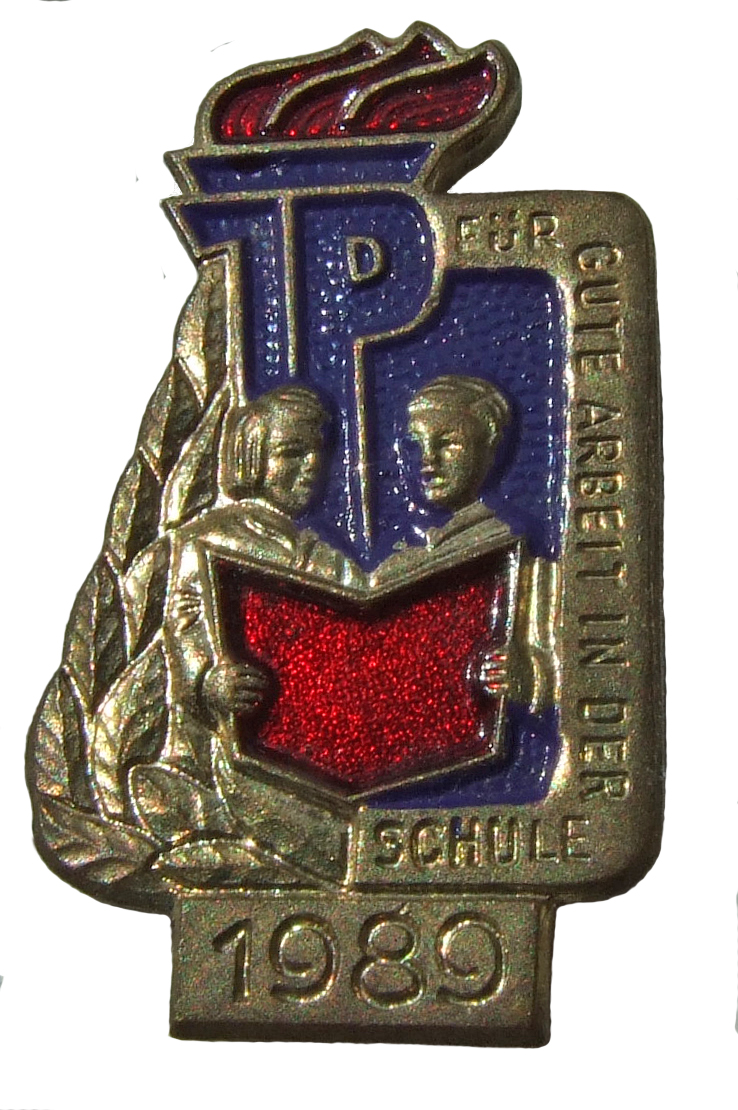
Abzeichen „Für gute Arbeit in der Schule“
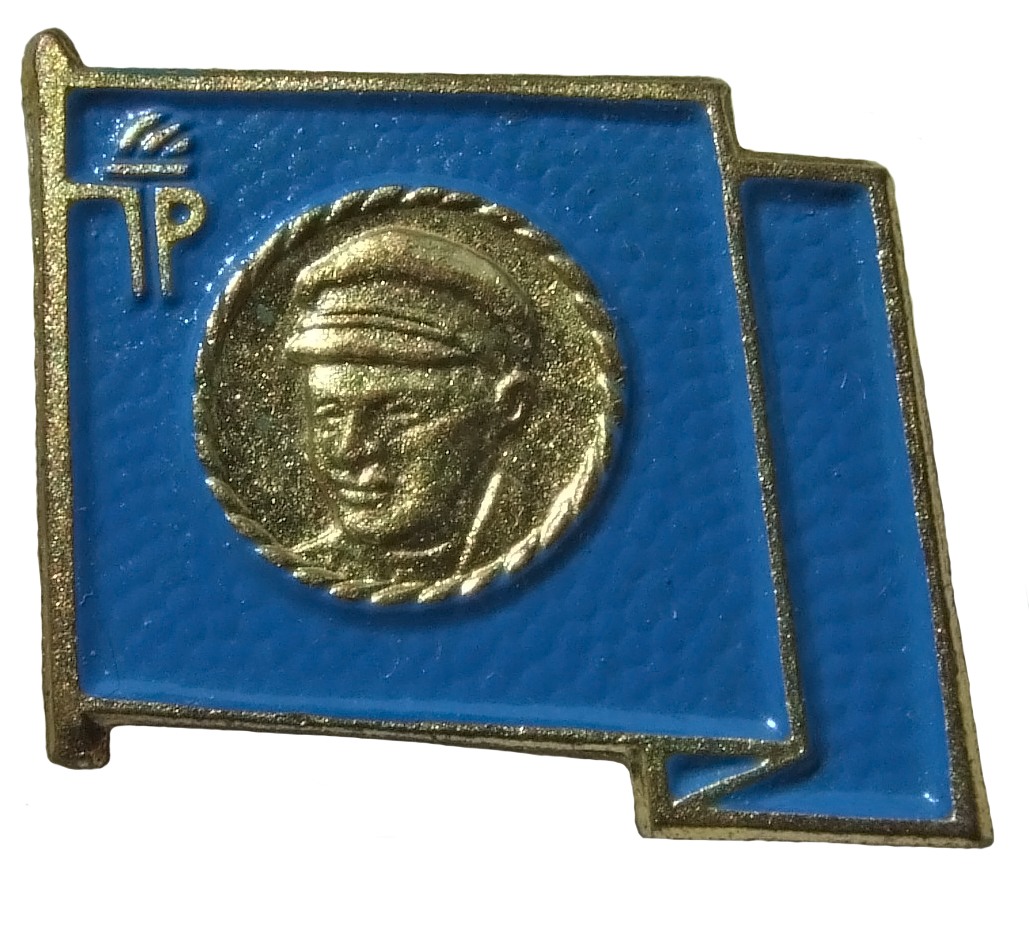
Thälmannabzeichen
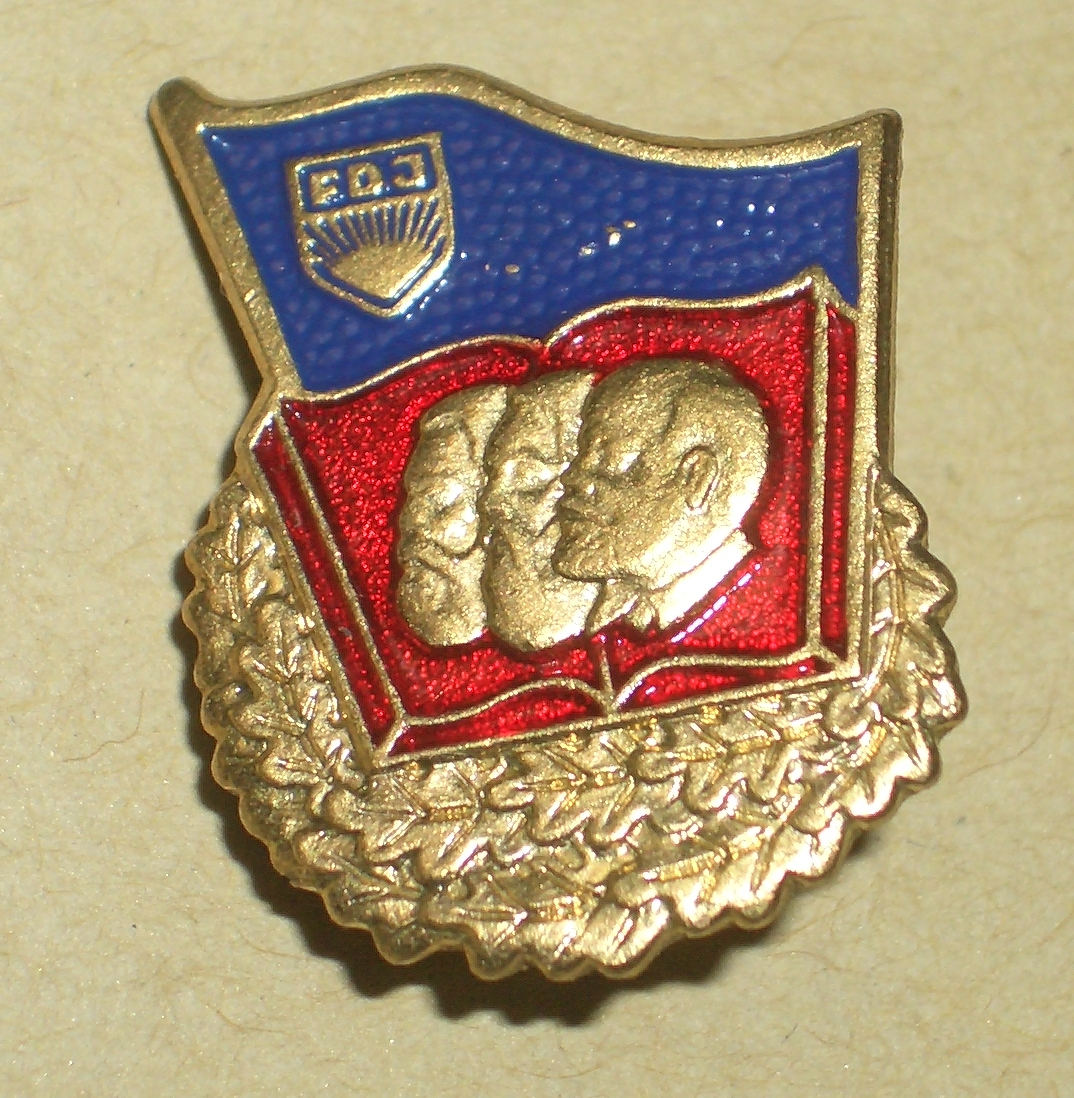
Abzeichen für gutes Wissen der FDJ

### Abzeichen „Für gute Arbeit in der Schule“
Das Abzeichen „Für gute Arbeit in der Schule“ wurde am Ende eines Schuljahres für besondere schulische Leistungen verliehen. Es zeigte zwei Kinder, die gemeinsam ein aufgeschlagenes Buch in der Hand halten, sowie das Emblem der Pionierorganisation „Ernst Thälmann“. Auf einem Anhänger war das Jahr der Verleihung aufgeprägt.

### Thälmannabzeichen
Das Thälmannabzeichen, das auf einer stilisierten blauen Fahne ein Bild von Ernst Thälmann und die Abkürzung „JP“ für „Junge Pioniere“ sowie im unteren Bereich das Jahr der Verleihung zeigte, wurde zum Abschluss eines Schuljahres für herausragende gesellschaftliche Leistungen verliehen. Dies umfasste vor allem Aktivitäten im Bereich der Pionierorganisation „Ernst Thälmann“.

### Abzeichen „Für gutes Wissen“
Das Abzeichen für gutes Wissen der Freien Deutschen Jugend (FDJ) wurde nach Abschluss des sogenannten FDJ-Studienjahres für den Nachweis von Grundkenntnissen im Bereich des Marxismus-Leninismus sowie des politischen und gesellschaftlichen Lebens in der DDR verliehen. Voraussetzungen waren das Abfassen einer schriftlichen Arbeit und das Bestehen eines Prüfungsgesprächs. Das Abzeichen zeigte vor einer stilisierten blauen Fahne mit dem Emblem der FDJ in der linken oberen Ecke ein rotes aufgeschlagenes Buch im unteren Bereich, auf dem die Porträts von Karl Marx, Friedrich Engels und Lenin abgebildet waren. Es wurde in den Stufen Bronze, Silber und Gold verliehen.

### „Sputnik-Leistungsabzeichen“ – „Immer bereit“

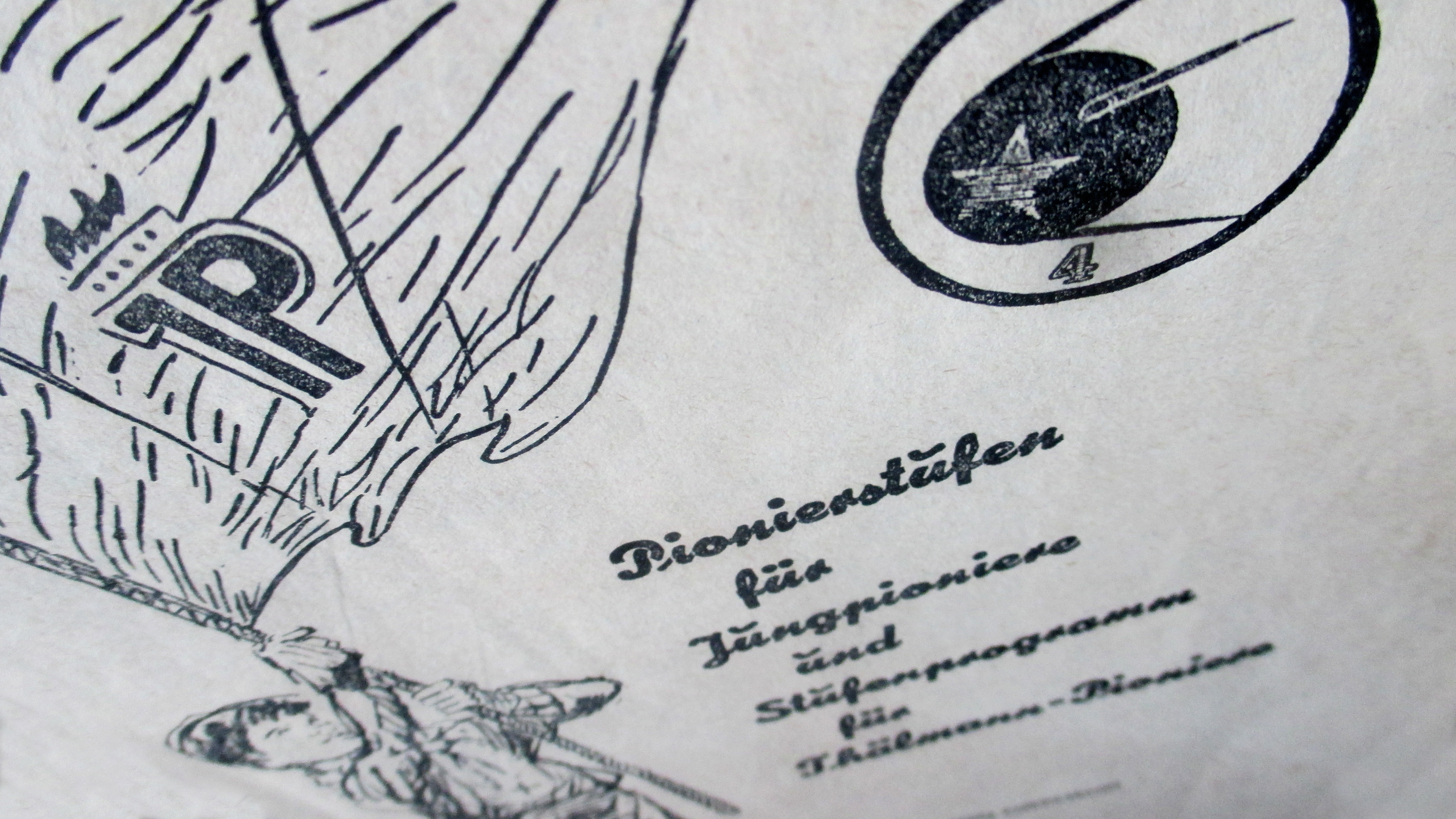
Sputnik-Leistungsabzeichen Pionierstufen für Jungpioniere und Stufenprogramm für Thälmann-Pioniere – 1959

Das „Sputnik-Leistungsabzeichen“ – „Immer bereit“ – („Silberner Sputnik“) – wurde 1959 in vier Stufen an Thälmann-Pioniere verliehen. Bewertungsinhalte waren, je nach Stufe die kameradschaftliche Hilfe, nützliche Taten für die DDR, die Anwendung der Naturwissenschaft und Technik, Erste Hilfe und die Wissensvermittlung an Jungpioniere.

## Abzeichen für außerschulische Aktivitäten

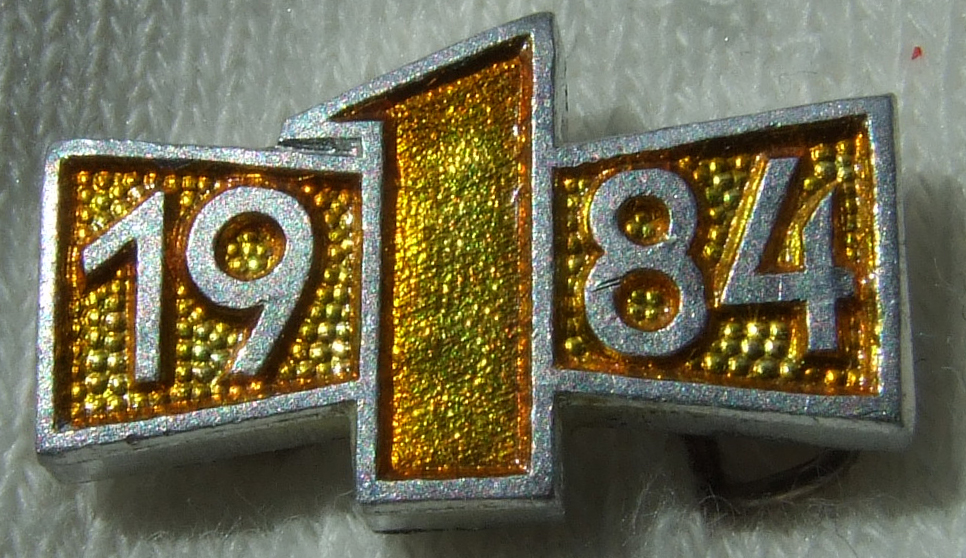
Abzeichen Goldene Eins
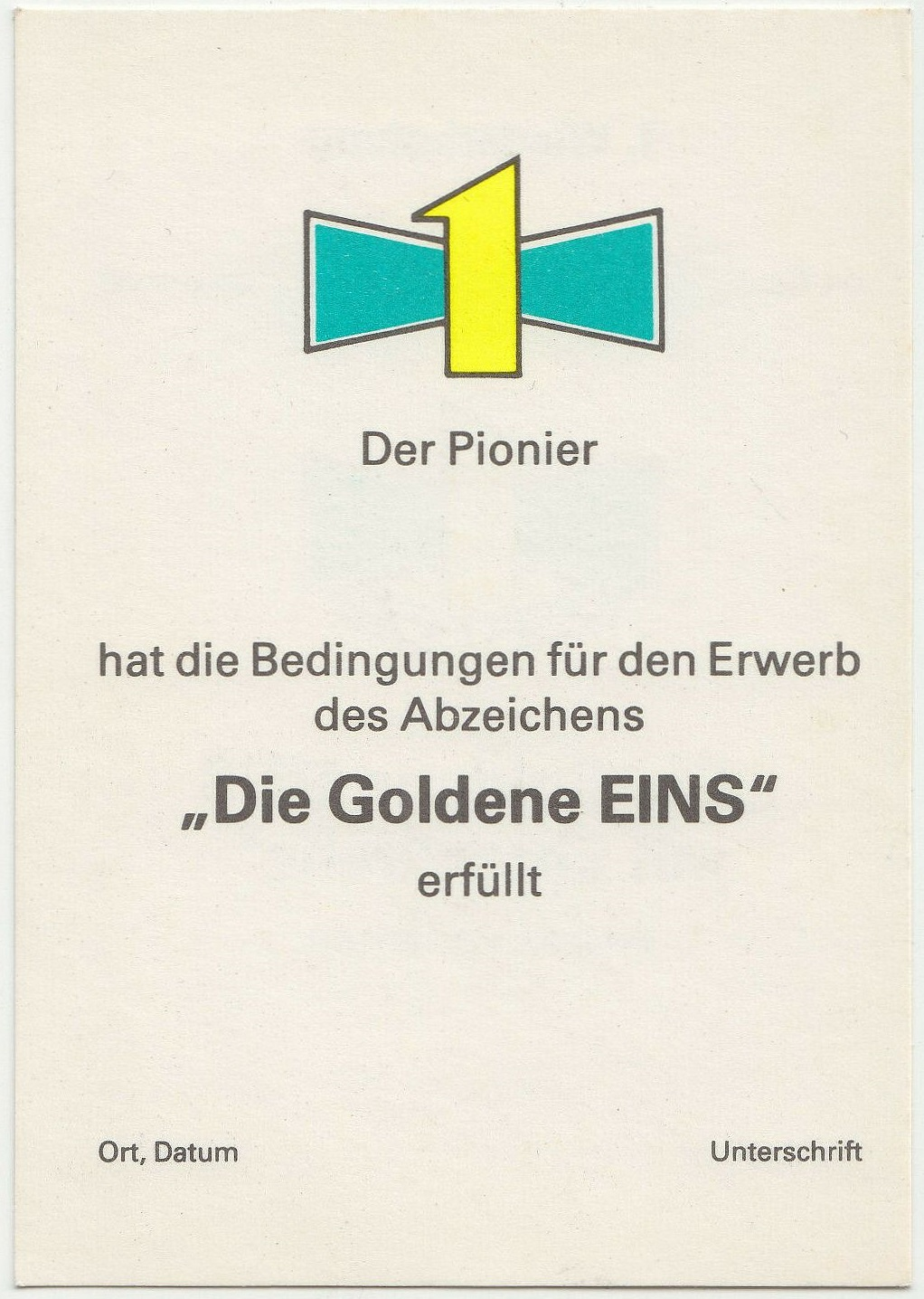
Urkunde Goldene Eins
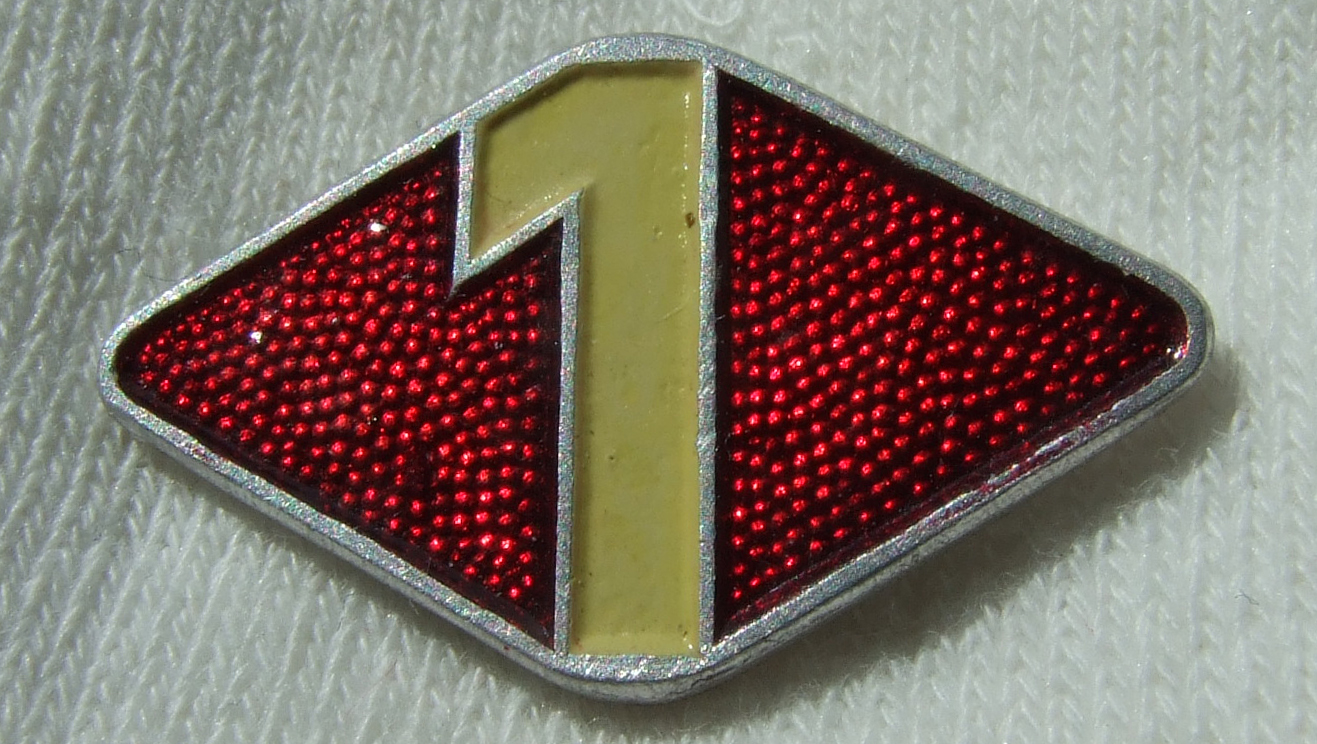
Abzeichen Brandschutz-Eins
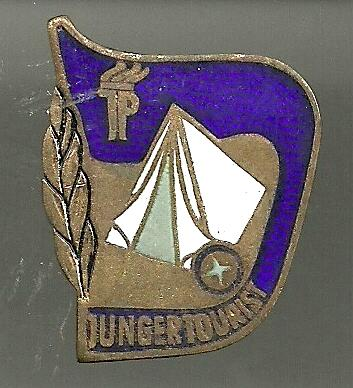
Touristenabzeichen
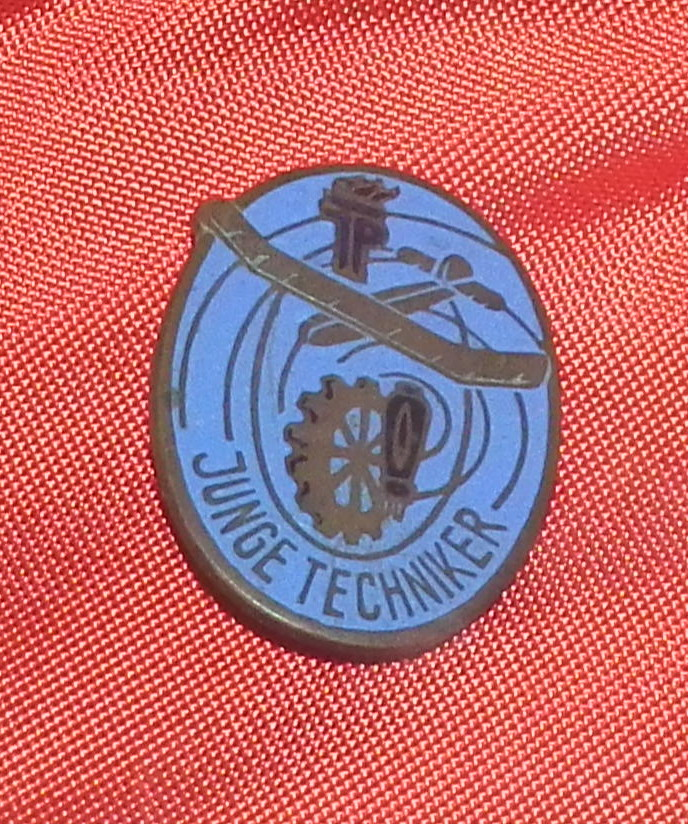
Abzeichen Junge Techniker

### Goldene Eins
Die „Goldene Eins“ wurde für den erfolgreichen Nachweis von Grundkenntnissen im Rahmen der Verkehrserziehung verliehen, mit Schwerpunkt auf Kenntnissen zur Verkehrssicherheit beim Umgang mit dem Fahrrad. Das Abzeichen zeigte die Ziffer „1“ in der Mitte einer stilisierten Schleife, auf der das Jahr der Verleihung aufgeprägt war. Es war der Nachfolger des bis 1969 bestehenden Abzeichens „Für gute Kenntnisse der Verkehrsvorschriften“.

### Brandschutz-Eins
Die Brandschutz-Eins wurde, ähnlich der Goldenen Eins, für den Nachweis von Grundkenntnissen im Brandschutz verliehen, insbesondere dem vorbeugenden Brandschutz. Das Abzeichen zeigte die Ziffer „1“ auf einer roten Raute.

### Abzeichen „Junger Tourist“
Das Abzeichen „Junger Tourist“, auch als „Touristenabzeichen“ bezeichnet, wurde verliehen für den Nachweis von Kenntnissen bezüglich Freizeitaktivitäten in freier Natur wie beispielsweise Zelten, Orientierung im Gelände, Bestimmung der einheimischen Tier- und Pflanzenwelt und ähnlichen Tätigkeiten. Die entsprechende Ausbildung erfolgte vor allem in Zeltlagern der Pionierorganisation „Ernst Thälmann“, die in der Regel in den Klassenstufen 3 und 4 durchgeführt wurden. Das Abzeichen zeigte auf einer stilisierten Fahne ein Zelt, eine Ähre, eine Kompassrose sowie die Abkürzung „JP“ für „Junge Pioniere“ und wurde in den Stufen Bronze, Silber und Gold verliehen.

### Kindersportabzeichen und Jugendsportabzeichen

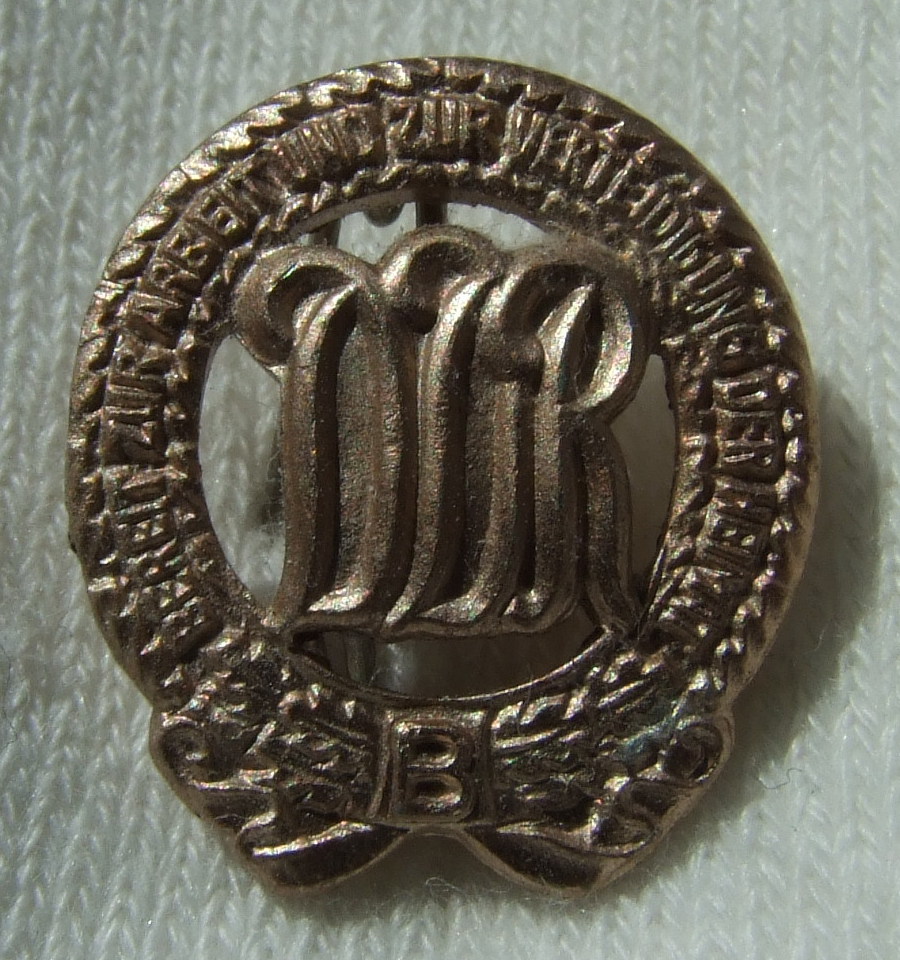
Sportabzeichen (Form 1956–1964) für Jugendliche
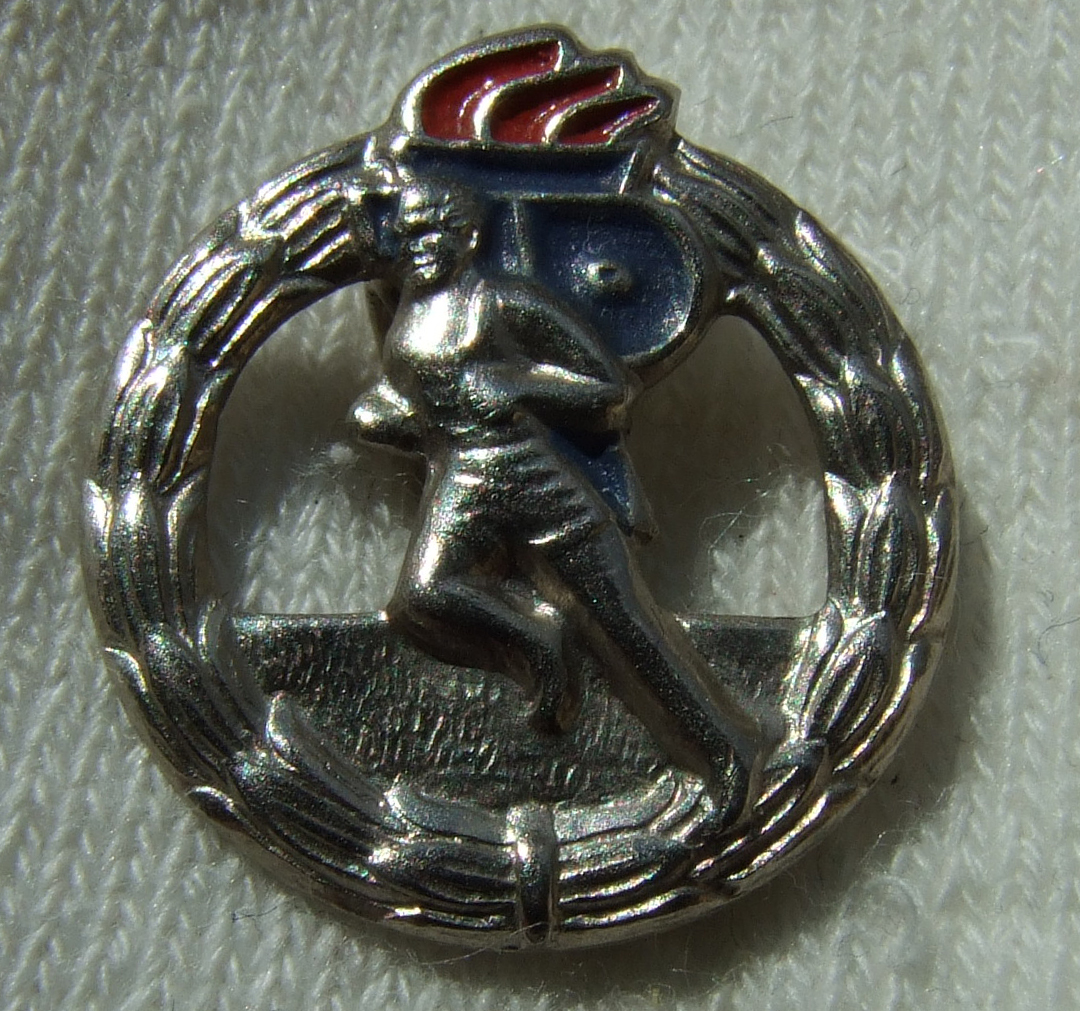
Mehrkampfabzeichen in Silber
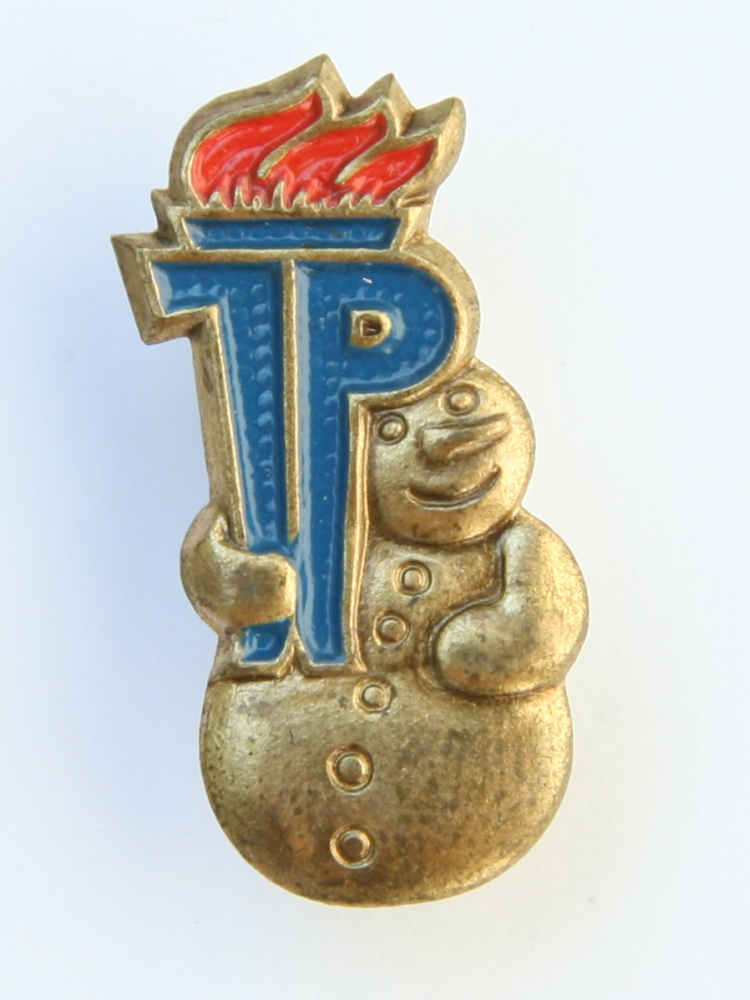
Wintersportabzeichen „Schneemann“
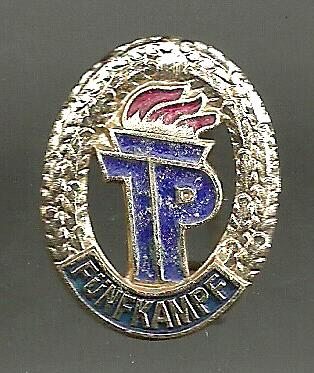
Fünfkampfabzeichen
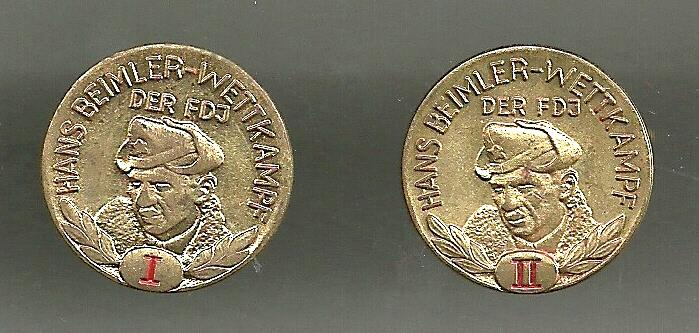
Hans-Beimler-Wettkampf

Das Kindersportabzeichen und das Jugendsportabzeichen waren Teil des Sportabzeichens der DDR. Sie wurden verliehen für entsprechende sportliche Leistungen und ähnelten in ihrer Gestaltung dem Deutschen Sportabzeichen, zeigten jedoch die Buchstaben „DDR“ anstelle von „DSB“ in einem stilisierten Siegerkranz. Dieser hatte beim Kindersportabzeichen eine querovale und beim Jugendsportabzeichen eine runde Form, während das Sportabzeichen für Erwachsene eine hochovale Form hatte. Bei den beiden Varianten für den Kinder- und Jugendbereich zeigte eine römische Ziffer auf einem kleinen Anhänger die Altersstufe an, von der beim Kindersportabzeichen vier (I – 6/7 Jahre, II – 8/9 Jahre, III – 10/11 Jahre, IV – 12/13 Jahre) und beim Jugendsportabzeichen zwei (I – 14/15 Jahre, II – 16/17 Jahre) bestanden. Das Kindersportabzeichen wurde in den Leistungsstufen Bronze und Silber verliehen, das Jugendsportabzeichen in Bronze, Silber und Gold.
Abbildungen siehe unter Sportabzeichen der DDR.
Neben dem Sportabzeichen gab es für jüngere Schüler auch Abzeichen in Form von silbernen oder goldenen Schneemännern, Schlittschuhen, Rodeln und Skischuhen.